# Spectrobasis viridis
Spectrobasis viridis là một loài bướm đêm trong họ Geometridae.